# 粟津站 (滋賀縣)
粟津站（日语：／ Awazu eki */?）是位於滋賀縣大津市別保一丁目，京阪電氣鐵道的石山坂本線停留場。車站編號為OT04。雖然車站名稱為「粟津」，但是卻不是最接近滋賀縣大津市粟津町的車站，最近該處的車站是鄰站京阪石山站。

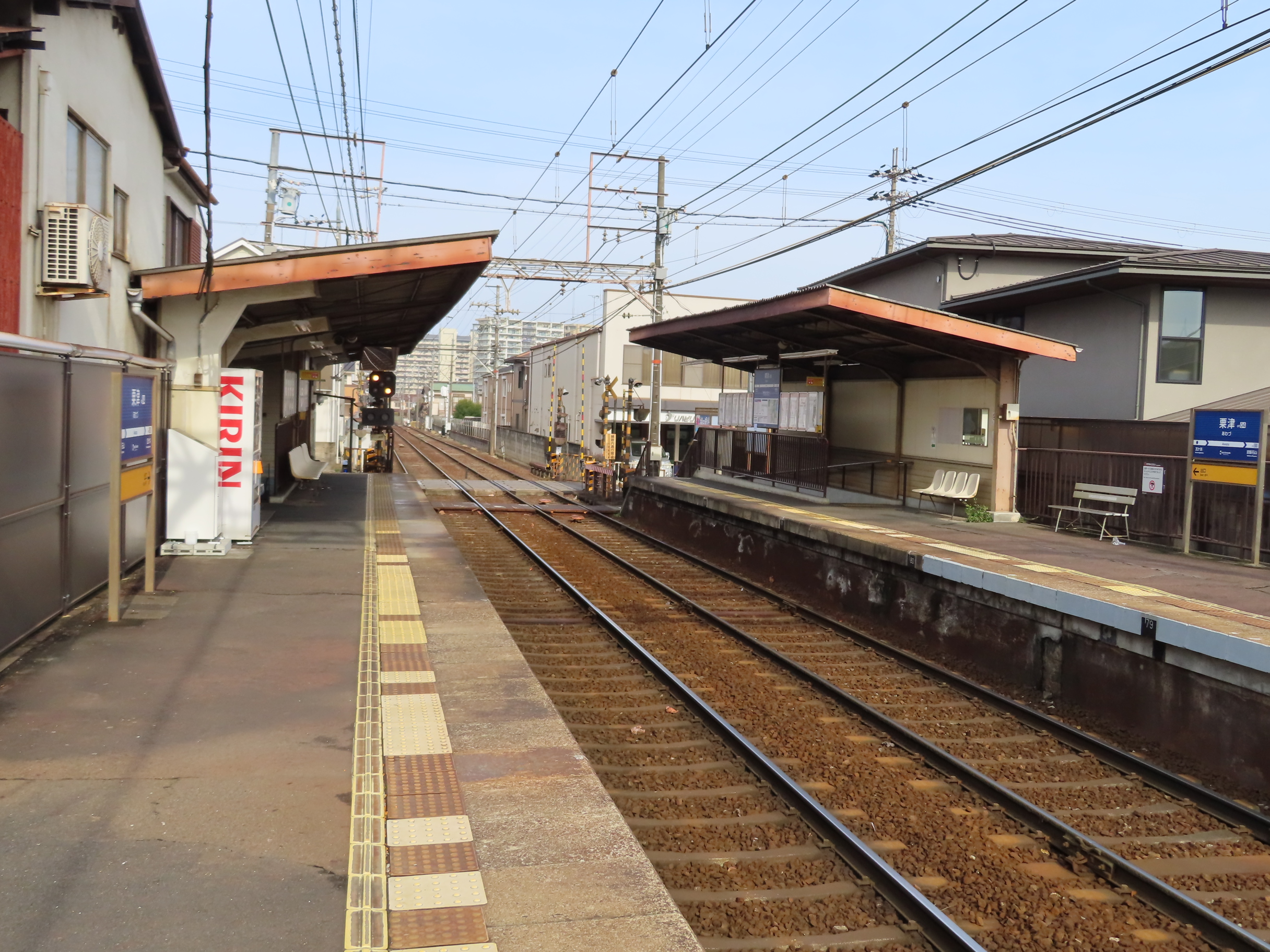
月台(2020年12月)

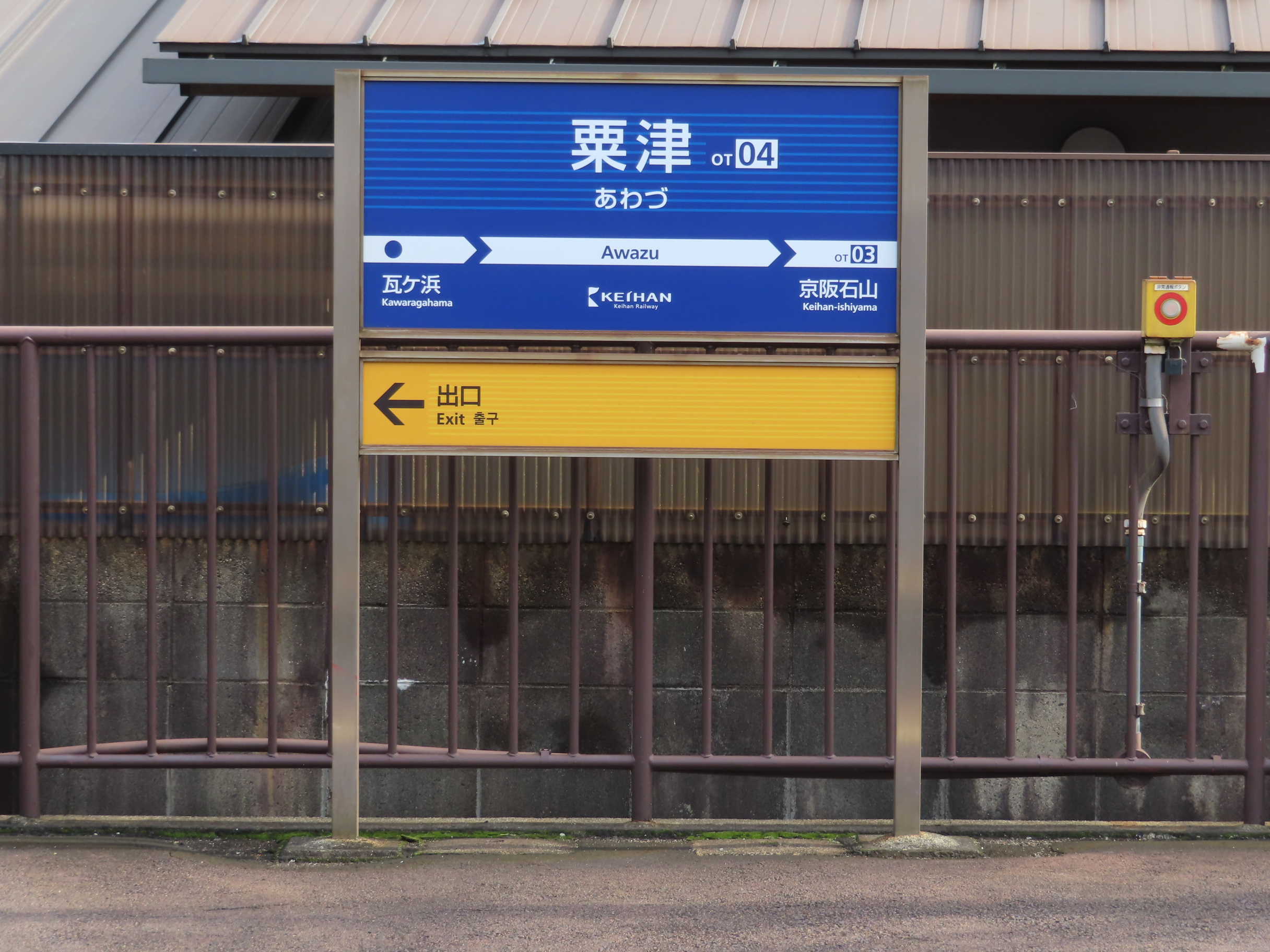
標識牌(2020年12月)

## 歷史
在太平洋戰爭末期至戰爭完結後之間，曾經設有貨運列車從京都市內運送市民的排泄物至此站（參見鐵路運送排泄物）。
- 1913年（大正2年）5月1日 - 大津電車軌道膳所（現時：膳所本町）至別保之間開通，別保站啟用。當初為終點站，當時車站位於現時靠近瓦濱站一方。
- 1914年（大正3年）
  - 1月12日 - 此站至石山站前（現時：京阪石山）開通，成為中途站。
  - 1月17日 - 車站遷移至現地，同時改名為粟津站。
- 1927年（昭和2年）1月21日 - 公司合併後，成為琵琶湖鐵道汽船車站[2][3]。
- 1929年（昭和4年）4月11日 - 公司合併後，成為(舊)京阪電氣鐵道石山坂本線的車站[2][3]。
- 1943年（昭和18年）10月1日 - 公司合併後，成為京阪神急行電鐵（現時：阪急電鐵）的車站[2][4]。
- 1949年（昭和24年）12月1日 - 公司分離後，成為(新)京阪電氣鐵道的車站[2][4]。

## 車站構造
車站是一座地面車站，設有2面2線的相對式月台。車站大樓（閘口）位於坂本比叡山口方向月台靠近琵琶湖濱大津一方，兩月台之間設有站內平交道連接。在閘口處設有櫃臺和自動閘機（只可使用PiTaPa等IC卡，沒有擋板）。
從前早上和晚上外設有職員當值，但是在2016年3月，除了調査日以外，車站完全無人當值。

### 月台
| 月台         | 路線        | 上下行 | 方向                                                                             | 備註                               |
| ------------ | ----------- | ------ | -------------------------------------------------------------------------------- | ---------------------------------- |
| 車站大樓一方 | ▼石山坂本線 | 下行   | 琵琶湖濱大津、京阪大津京、坂本比叡山口方向 ▲京津線（ 地下鐵東西線 三條京阪）方向 | 京津線需要在琵琶湖濱大津站轉乘列車 |
| 車站大樓對面 | ▼石山坂本線 | 上行   | 石山寺方向                                                                       |                                    |

※月台可容納2卡列車。在旅客資訊上沒有編排月台編號。

## 車站周邊
- 日本電氣硝子（日语：日本電気硝子）
- 瑞薩半導體製造（日语：ルネサス セミコンダクタ マニュファクチュアリング） 滋賀工場（舊・瑞薩關西半導體）
- 大津市立粟津中學（日语：大津市立粟津中学校）

## 相鄰車站
京阪電氣鐵道
▼石山坂本線
京阪石山（OT03）－粟津（OT04）－瓦濱（OT05）

## 注腳
1. ↑  停車站資訊圖 （页面存档备份，存于）（日語） - 京阪電氣鐵道
2. 1 2 3 4  高橋 2017，第28頁.
3. 1 2  寺田 2013，第276頁.
4. 1 2  寺田 2013，第275頁.

## 外部連結
- 粟津 - 京阪電氣鐵道